# Яльчевский (платформа)
Я́льчевский — остановочный пункт Казанского региона обслуживания Горьковской железной дороги РЖД, в Республике Марий Эл, Россия, в 80,9 км южнее Йошкар-Олы. Находится на линии Зелёный Дол — Яранск. С 1 июля 2014 года по 3 июля 2015 года пригородные перевозки по станции не осуществлялись. Поезда дальнего следования проходят станцию без остановки. Остановочный пункт находится на территории национального парка «Марий Чодра», вблизи озера Яльчик.

## Перспективы
Станция находится на тупиковой ветке Зелёный Дол — Яранск. В 2019 году активно обсуждалось продление ветки до Котельнича в проекте строительства отрезка Яранск — Котельнич. В начале 2020 проект перенесён в планы до 2030 года. Строительство соединит северную и южную ветку Транссибирской магистрали.